# Тимомах
Тимомах из Византии (греч. Τιμόμαχος, I в. до н. э.) —  древнегреческий художник первой половины первого века до нашей эры.
Плиний Старший в своей «Естественной истории» (35.136) сообщает, что Юлий Цезарь приобрел две картины Тимомаха: одну, изображающую Аякса во время его безумия, и Медею, в момент сомнений перед убийством собственных детей, что стоило ему значительной суммы 80 талантов. Картины, были установлены перед храмом Венеры-Прародительницы и оставались там до их уничтожения пожаром в 80 году н.э.

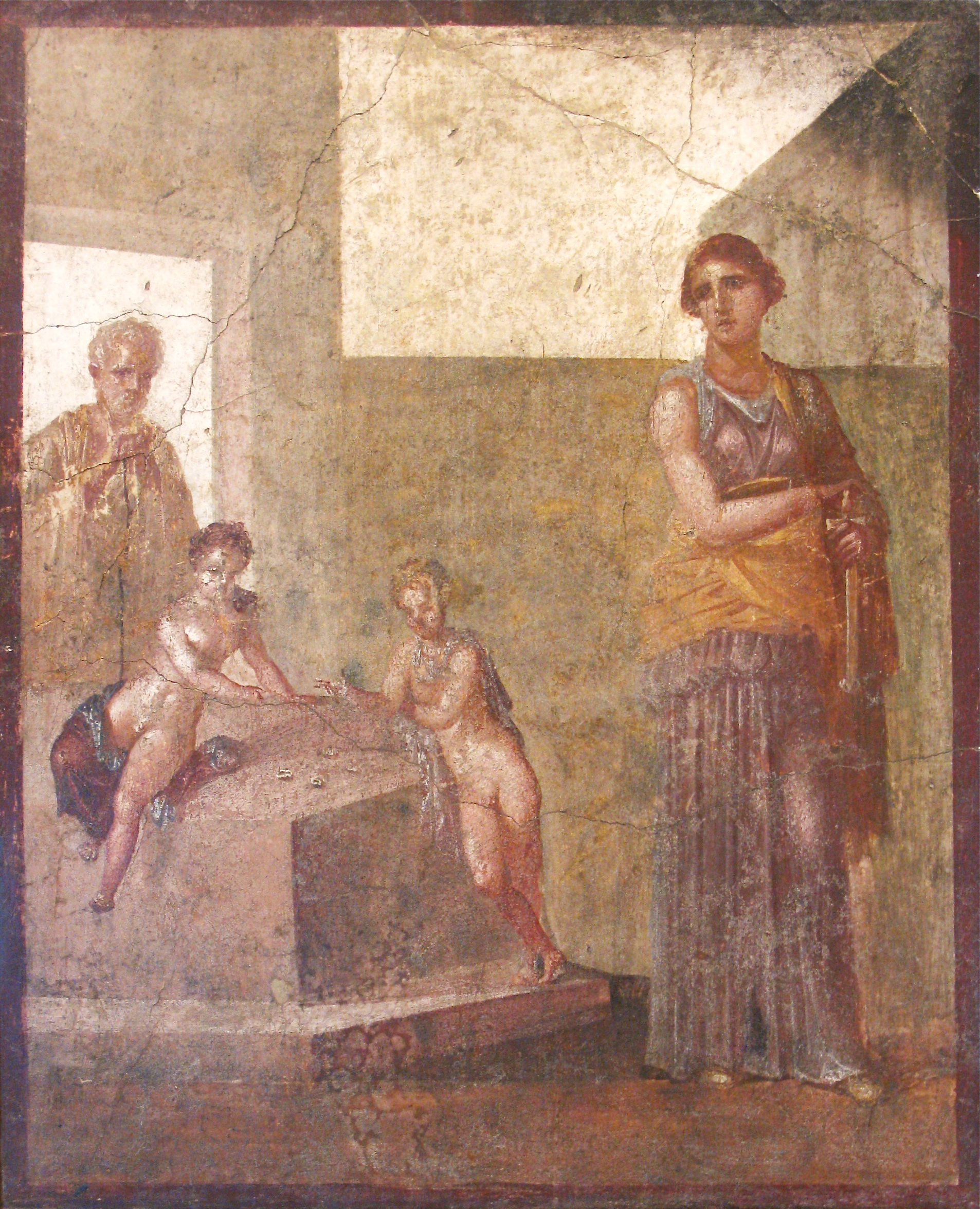
Медея. Фреска из Помпей.

В «Антологии Плануда» сохранилось несколько эпиграмм о картинах Тимомаха. Предполагается что известные изображения Медеи, сохранившиеся на фесках из Помпей и Геркуланума, были созданы под влиянием творчества Тимомаха.